# 白戸彩花
白戸 彩花（しらと あやか、1990年10月30日 - ）は、日本の女性モデル。ギャルママ雑誌『I LOVE mama〔アイラブママ〕』での専属モデル活動から著名。
神奈川県出身。で二児の母。153センチメートル、O型。
『産後10ヶ月で26キログラムの減量に成功したママモデル』として名高い。

## 来歴
アイラブママ誌の専属モデルとして活動。2011年の初め頃には、かつて62キログラムに及んでいた体重を10ヶ月を経て36キログラムにまで落としたという、自身のダイエットの成功を報告。同年のアイラブママ誌3月号のダイエット特集の題材となった。のちには減量前の写真の公開が話題ともなった。同年の半ばには第二子を妊娠。翌2012年1月発売のアイラブママ誌3月号にてその旨の発表を行った。

### リバウンド
第二子の出産を迎えた4月からしばらく休業に入っていたものの、7月発売の9月号から本格的に復帰。出産に伴う18キログラムのリバウンドを経た身体を引っさげ、同誌上にて『白戸彩花です！産後ダイエット始めます！』と題した連載を始動させるに至っている。

## 出演

### 雑誌
- 『I LOVE mama』 専属

表紙：2011年5月号（単独、2011年3月19日発行）、2011年7月号（共／野田華子、仲本沙織 ― 2011年5月17日発行）、2012年5月号（単独、2012年3月17日発行）、など

### テレビ
- 『プリママ』（2011年4月2日 - 、KBS京都） ― 共／仲本沙織、日菜あこ、野田華子、大工原里美、木口千佳、孫きょう、新井千佳、白井ゆかり、鈴木明理[17]
- 『関ジャニの仕分け∞』（2011年9月10日／17日、テレビ朝日）[18]
- 『『ぷっ』すま』（2011年5月17日、テレビ朝日）[18] ― 野田華子、木口千佳、中津由香里、久保綾音、亀澤有未、仲本沙織、大城真帆、岩田まいり、川端さき、杉山優美、津久井奈津実、青沼萌子も出演[19]
- 『1924』（2010年9月11日／18日、フジテレビ）[18]